# Messier 18
A Messier 18 (más néven M18 vagy NGC 6613) egy nyílthalmaz a Nyilas csillagképben.

## Felfedezése
Az M18-at Charles Messier fedezte fel, majd 1764. június 3-án katalogizálta. Egyike Messier saját felfedezéseinek.

## Tudományos adatok
A halmaz fiatalnak számít, becsült kora 32 millió év. A halmaz Trumpler osztálya II,3,p,n.

## Megfigyelési lehetőség
Az M18 az M17 Omega-köd és az M24 között helyezkedik el.